# シッダールタ
『シッダールタ』（原題：Siddhartha. Eine indische Dichtung）は、ドイツの作家ヘルマン・ヘッセ（ノーベル文学賞受賞）の長編小説で、1922年に出版。
1919年から1922年にかけ、スイスのモンタニョーラで執筆された。釈迦の出家以前の名前を借りて、求道者の悟りの境地に至るまでの苦行や経験を描いている。1972年にコンラッド・ルークス監督で映画化された。

## 梗概
紀元前6世紀のインド。父親、母親、友人…全ての人からの寵愛を受けるシッダールタは、それらの物から自分の幸福を満たすことはできないと悟り、沙門の道を選ぶ。沙門の先達とともに行動をともにするが、多くのことを経験したのち、沙門道では自分は救われないと感じる。その頃、涅槃に達した仏陀という人がいるという話を聞き、仏陀のところへ赴く。仏陀が悟りに達していることは認めながら、教えの中に一点の不完全さを指摘し、弟子になる道を選ばず、衆生の中へ入っていく。遊女カマーラを知り、事業に従事して成功するが、満足を得られず、川にたどり着く。川から学んだシッダールタは、一切をあるがままに愛する境地に到達する。

## 舞台
2025年11月15日から12月27日に世田谷パブリックシアターで、2026年1月に兵庫県立芸術文化センター 阪急中ホールで上演予定。主演は、草彅剛。

## 日本語訳
- シッタルタ （三井光弥訳、新潮社、1925）
- 悉達多 （手塚富雄訳、「ヘッセ全集」三笠書房、1939、新版1963）
  - 「シッダールタ」手塚富雄訳、角川文庫、1953
  - 『シッダルタ』手塚富雄訳、岩波文庫、2011年。ISBN 978-4003243565。
- ジッタルタ 印度の譚詩 （芳賀檀訳、人文書院、1952）、のち新版「著作集」
- 内面への道 シッダールタ （高橋健二訳、新潮社「ヘッセ全集」、1958、新版1982）
  - 「シッダールタ」（新潮文庫、1959、改版1971、再改版1992、新訂2012）
    - 「シッダールタの旅」、竹田武史構成・写真（新潮社、2013）。高橋訳を用いた小版写真集
- シッダールタ （秋山英夫訳、世界文学全集 講談社、1975）
- シッダールタ （岡田朝雄訳、草思社、2006／草思社文庫、2014）
- シッダールタ（ヘルマン・ヘッセ全集12、日本ヘルマン・ヘッセ友の会・研究会編訳、臨川書店、2007）
- シッダールタ（酒寄進一訳、光文社古典新訳文庫、2025）